# 下角
25°14′45″N 121°34′04″W / 25.2459565°N 121.5679094°W
下角，是新北市石門區的一個地名，也是全區行政中心所在地，位於該區東部，範圍包括尖鹿里、乾華里、茂林里，草里里。

## 歷史
台灣清治末期至日治前期，下角地區為一街庄，稱為「下角庄」，隸屬於金包里堡。該庄輪廓略呈三角形，東南與中角庄、頂角庄為鄰，西與老梅庄、石門庄為鄰，北邊及東北邊臨海。
1901年（日治明治三十四年）11月，該庄隸屬於基隆廳，編為第六區。1905年（明治三十八年）7月，第六區改名為「阿里荖區」，僅包含該庄。1920年（大正九年），該庄改制為「下角」大字，隸屬於臺北州淡水郡石門庄，大字下有「石門」、「尖子鹿」、「阿里磅」、「坪林」、「小坑」、「草埔尾」、「阿里荖」、「五爪崙」、「竹子湖」小字名。
戰後石門庄改制為石門鄉，隸屬於臺北縣，大字亦改制為村。2010年12月，臺北縣升格為新北市，石門鄉改制為石門區，村亦改制為里。

## 交通
省道台2線經過下角地區北部，往東南可前往金山、萬里、基隆等地，往西轉南可前往三芝、淡水，再轉東南可在竿蓁林接省道台2乙線前往北投、士林、台北市區，後續亦可接洲美快速道路、環河南北快速道路快速進入台北市區。

## 學校
- 石門國小
- 乾華國小
- 乾華國小草里分校

## 運動設施
- 北海高爾夫鄉村俱樂部

## 廟宇
- 乾華十八王公廟
- 乾華新十八王公廟

## 外部鏈結
下角在Google地圖中的位置